# Oleksandr Iwtschenko
Oleksandr Heorhijowytsch Iwtschenko (ukrainisch Олександр Георгійович Івченко, russisch Александр Георгиевич Ивченко, wiss. Transliteration Aleksandr Georgievič Ivčenko; * 10. Novemberjul. / 23. November 1903greg. in Tokmak; † 30. Juni 1968 in Saporischschja) war ein sowjetischer Flugmotorenkonstrukteur.

## Leben
1920 begann Iwtschenko eine Lehre in einer Metallgießerei. Später absolvierte er ein Studium am Institut für Maschinenbau in Charkow, das er als Konstrukteur für Verbrennungskraftmaschinen 1935 verließ. Er wurde Prüfstandingenieur für Flugmotoren im Werk Nr. 29 in Saporischschja. Kurz darauf wurde er in die Entwicklungsabteilung für Kolbenmotoren versetzt, wo er bald Chefkonstrukteur wurde.
1939 wurde die Entwicklung des Motorentyps M-89 vereinbart, der 1500 PS leisten sollte. Das Werk Nr. 29 wurde jedoch nach Sibirien verlegt. Iwtschenko konzentrierte sich auf die Vorbereitungen für die Serienfertigung des Motorentyps ASch-82FN, der auch für die Lawotschkin La-5 vorgesehen war.
1945 wurde er, wiederum in Saporischschja, Chefkonstrukteur im Entwicklungsbüro Nr. 478 und 1963 schließlich dessen Generalkonstrukteur. Im Zeitraum von 1945 bis 1968 stellte dieses Entwicklungsbüro Konstruktionen für Triebwerke her, die in der gesamten sowjetischen Flugindustrie, aber auch in der Marinetechnik eingesetzt wurden. Dazu gehörten neben Kolbenmotoren (etwa: AI-26, AI-10, AI-12, AI-14) auch Gasturbinen für Flugzeuge (TS-12F, AI-2MK, AI-8, AI-20K, AI-20D, AI-24) und Hubschrauber (AI-4B, AI-26B, AI-14B, AI-7, AI-8, AI-24B, TB-2BK). In kleinerem Umfang wurden auch Kleinmotoren entwickelt, etwa für Motorsägen oder Motorschlitten.
Iwtschenko war Mitglied der Akademie der Wissenschaften der Ukrainischen SSR und erhielt zahlreiche Orden und Auszeichnungen, so den Staatspreis der UdSSR 1948, den Leninpreis 1960 und den Titel Held der sozialistischen Arbeit 1963.

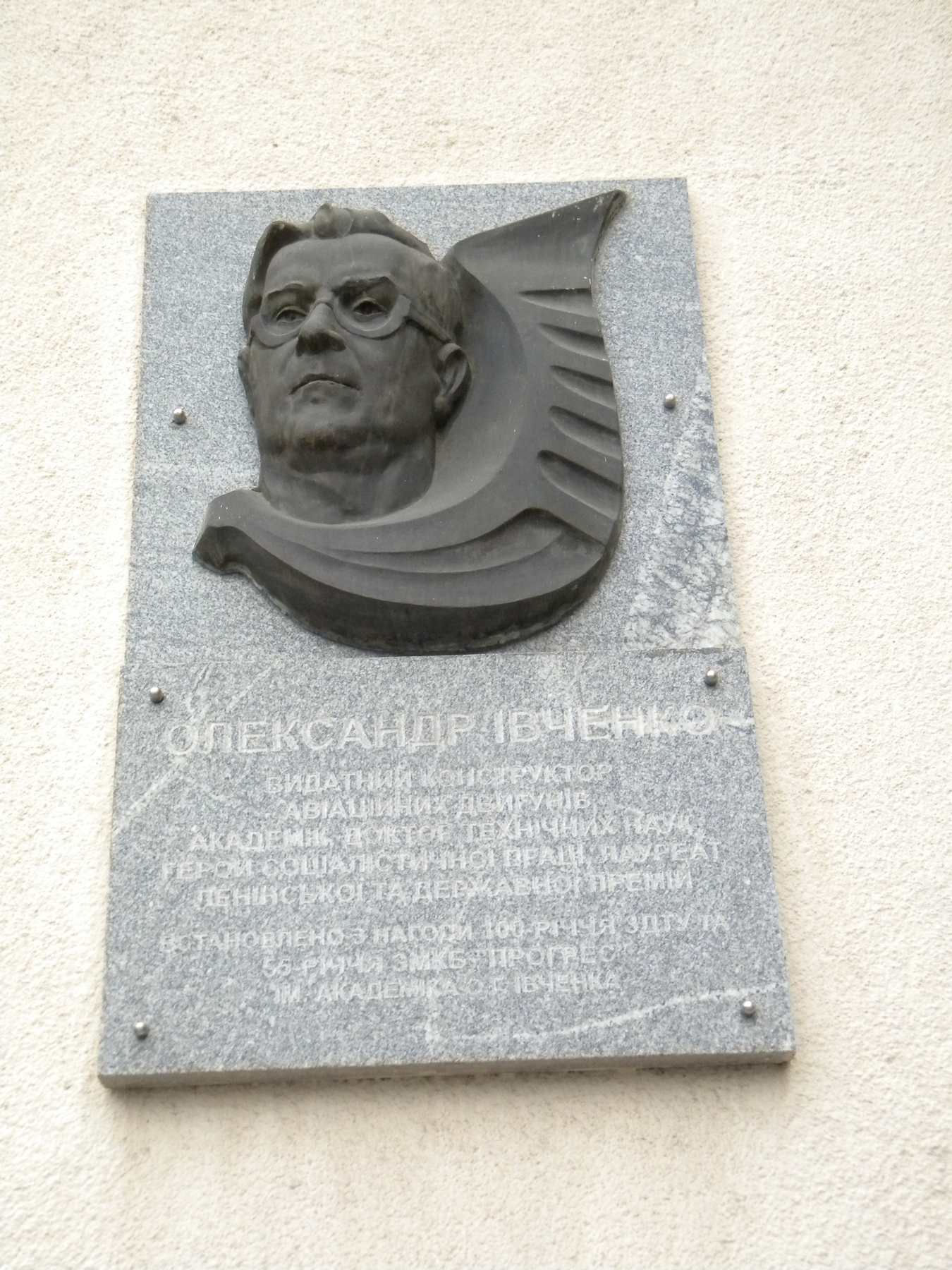
Gedenktafel für Oleksandr Iwtschenko